# Antipodocottus galatheae
Antipodocottus galatheae is een  straalvinnige vissensoort uit de familie van donderpadden (Cottidae). De wetenschappelijke naam van de soort is voor het eerst geldig gepubliceerd in 1952 door Bolin, naar aanleiding van de Galathea-expedities.
De soort staat op de Rode Lijst van de IUCN als niet bedreigd, beoordelingsjaar 2009.